# Damville (Eure)
Pour les articles homonymes, voir Damville.
Damville est une ancienne commune française, située dans le département de l'Eure en région Normandie, devenue le 1er janvier 2016 une commune déléguée au sein de la commune nouvelle de Mesnils-sur-Iton.
Ses habitants sont appelés les Damvillais(es).

## Géographie

### Localisation
Damville est une commune du sud du département de l'Eure.

### Hydrographie
Damville est traversé par l'Iton.

## Toponymie
Le nom de la localité est attesté sous la forme Donvilla en 1070 , Danvillam, Damvilla en 1170, Danvilla en 1200.

## Histoire
Damville dut son importance à sa situation sur la frontière normande. Elle formait du côté de la France, avec Tillières-sur-Avre et Breteuil, une ligne de forteresses.
Les fils cadets de la famille de Montmorency étaient seigneurs de Damville, comme l'atteste leur héraldique des alérions (ci-dessous).  
Du  1er janvier 2016 lors de son intégration au sein de Mesnils-sur-Iton au 1er juin 2022, Damville a été constituée commune déléguée jusqu'à la suppression de ce statut par délibération du conseil municipal.

### Héraldique
| Armes de Damville | Ces armes peuvent se blasonner ainsi aujourd’hui : D'or à la croix de gueules cantonnée de seize alérions d'azur ordonnés 2 et 2. |

## Politique et administration
| Période                                  | Période    | Identité              | Étiquette | Qualité                          |
| ---------------------------------------- | ---------- | --------------------- | --------- | -------------------------------- |
| Les données manquantes sont à compléter. |            |                       |           |                                  |
| ca 1943                                  |            | Alfred Damoiseau      |           | Conseiller général               |
| Les données manquantes sont à compléter. |            |                       |           |                                  |
|                                          | 1983       | Aimé Charpentier      | RPR       | Conseiller général (1978-1983)   |
| mars 1983                                | mars 2014  | Françoise Charpentier | RPR-UMP   | Conseillère générale (1983-2015) |
| mars 2014                                | 31/12/2015 | Jean-Pascal Levée     | DVD       | Professeur des écoles            |

## Démographie
| 1793 | 1800 | 1806 | 1821 | 1831 | 1836 | 1841 | 1846  | 1851  |
| ---- | ---- | ---- | ---- | ---- | ---- | ---- | ----- | ----- |
| 692  | 728  | 804  | 762  | 804  | 859  | 946  | 1 029 | 1 002 |

| 1856 | 1861  | 1866 | 1872 | 1876  | 1881  | 1886  | 1891  | 1896  |
| ---- | ----- | ---- | ---- | ----- | ----- | ----- | ----- | ----- |
| 971  | 1 013 | 985  | 968  | 1 040 | 1 176 | 1 201 | 1 259 | 1 350 |

| 1901  | 1906  | 1911  | 1921  | 1926  | 1931  | 1936  | 1946  | 1954  |
| ----- | ----- | ----- | ----- | ----- | ----- | ----- | ----- | ----- |
| 1 337 | 1 249 | 1 231 | 1 165 | 1 181 | 1 157 | 1 163 | 1 147 | 1 181 |

| 1962  | 1968  | 1975  | 1982  | 1990  | 1999  | 2006  | 2011  | 2013  |
| ----- | ----- | ----- | ----- | ----- | ----- | ----- | ----- | ----- |
| 1 141 | 1 189 | 1 345 | 1 666 | 1 897 | 2 017 | 2 031 | 1 970 | 2 016 |

## Culture locale et patrimoine

### Lieux et monuments
Damville compte un édifice inscrit au titre des monuments historiques :
- L'église Saint-Évroult (XVe, XVIe et XVIIe)  Classé MH (1921)[9].

Autre édifice : 
- La forteresse (disparue), simple tour entourée de fossés où coulait l'Iton, appartient à la Maison de Crespin[10]. Elle est construite vers 1035 lorsque Guillaume le Conquérant succède à son père Robert Ier de Normandie. L'Échiquier de Normandie, tradition instituée par Rollon, y donne alors séance. Gilbert Ier de Crespin, baron de Tillières-sur-Avre et grand-père de l'abbé de Westminster, Gilbert Crispin, perd la forteresse en 1173 contre  Henri II d'Angleterre qui la brûle en 1188. Elle est rebâtie par Richard Cœur de Lion. Le projet de reconstruction est initié par l'évêque d'Évreux, Gilbert Fitz Osbern, sous le duché de Robert II de Normandie (présentés parfois sous les traits de Giselbert Ier et Robert le Diable). Elle passe entre les mains de Pierre de La Brosse, natif de Tours, ancien barbier de Louis IX puis premier ministre de Philippe III le Hardi avant que Philippe IV le Bel la donne à Mathieu IV de Montmorency. La tour est encore détruite par les Anglais au début du XVe siècle, pendant la campagne de Normandie (1449-1450) durant la Guerre de Cent Ans. À la suite de l'invasion anglaise puis des guerres médiévales, l'emplacement du château resta longtemps une ruine et ne fut rebâti qu'à la fin du XVIe siècle ou au début du XVIIe. Elle est ensuite protégée par une muraille d'enceinte, et trois portes dotées de pont-levis. À l'est, la porte de Paris, à l'ouest celle de Verneuil, à l'ouest celle de Conches. Certains noms de rues actuelles nous renseignent sur l'emplacement des anciens remparts, comme la rue de la Citadelle, ou encore l'énigmatique rue du Trou-au-chat : il s'agissait en fait d'un passage très étroit pratiqué dans la muraille, à mi-chemin entre les portes de Paris et de Verneuil. En 1552, Damville devient une baronnie. En 1610, Louis XIII fait Charles de Montmorency-Damville le premier duc de Damville puis, en 1694, Louis XIV fait de Louis-Alexandre de Bourbon, comte de Toulouse, le second. La maison est revendue à Marie-Madeleine de la Vieuville, veuve de César de Baudean, comte de Parabere et de Pardaillan, baron du Petit-Château, seigneur de Bazoges, d'Antigny et autres lieux puis à Joseph Durey de Sauroy.[réf. nécessaire]

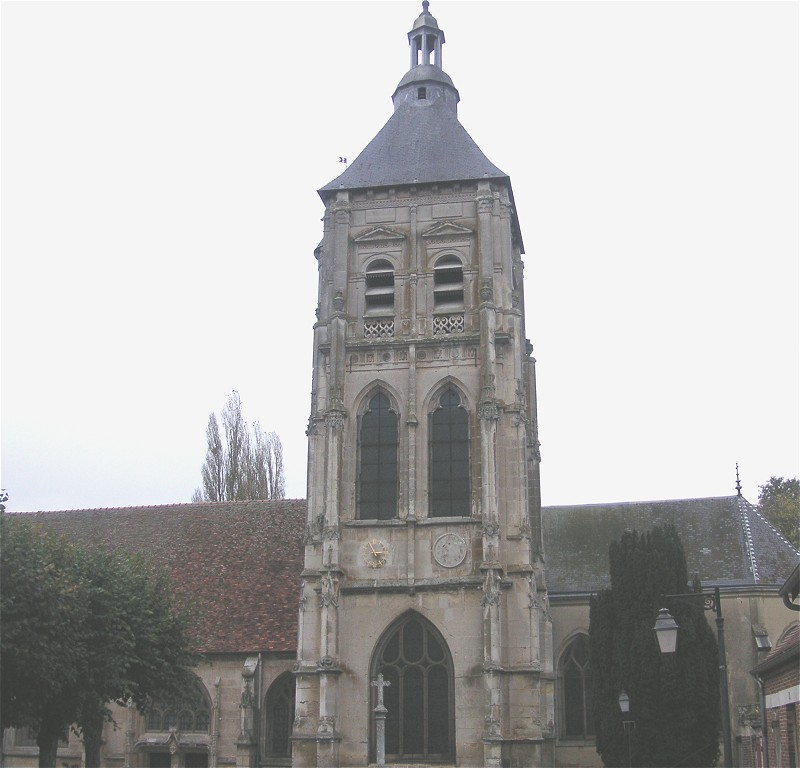
Saint Évroult, XVIe siècle, rénovation XVIIIe siècle.

### Patrimoine naturel

#### ZNIEFF de type 1
- ZNIEFF 230030941 – Le plan d'eau de Damville[11].

#### ZNIEFF de type 2
- La forêt d'Évreux (dont une partie se trouve comprise sur le territoire de la commune), est en zone naturelle d'intérêt écologique, faunistique et floristique[12].

- ZNIEFF 230009153 – La haute vallée de l'Iton, la forêt de Bourth[13].

## Personnalités liées à la commune

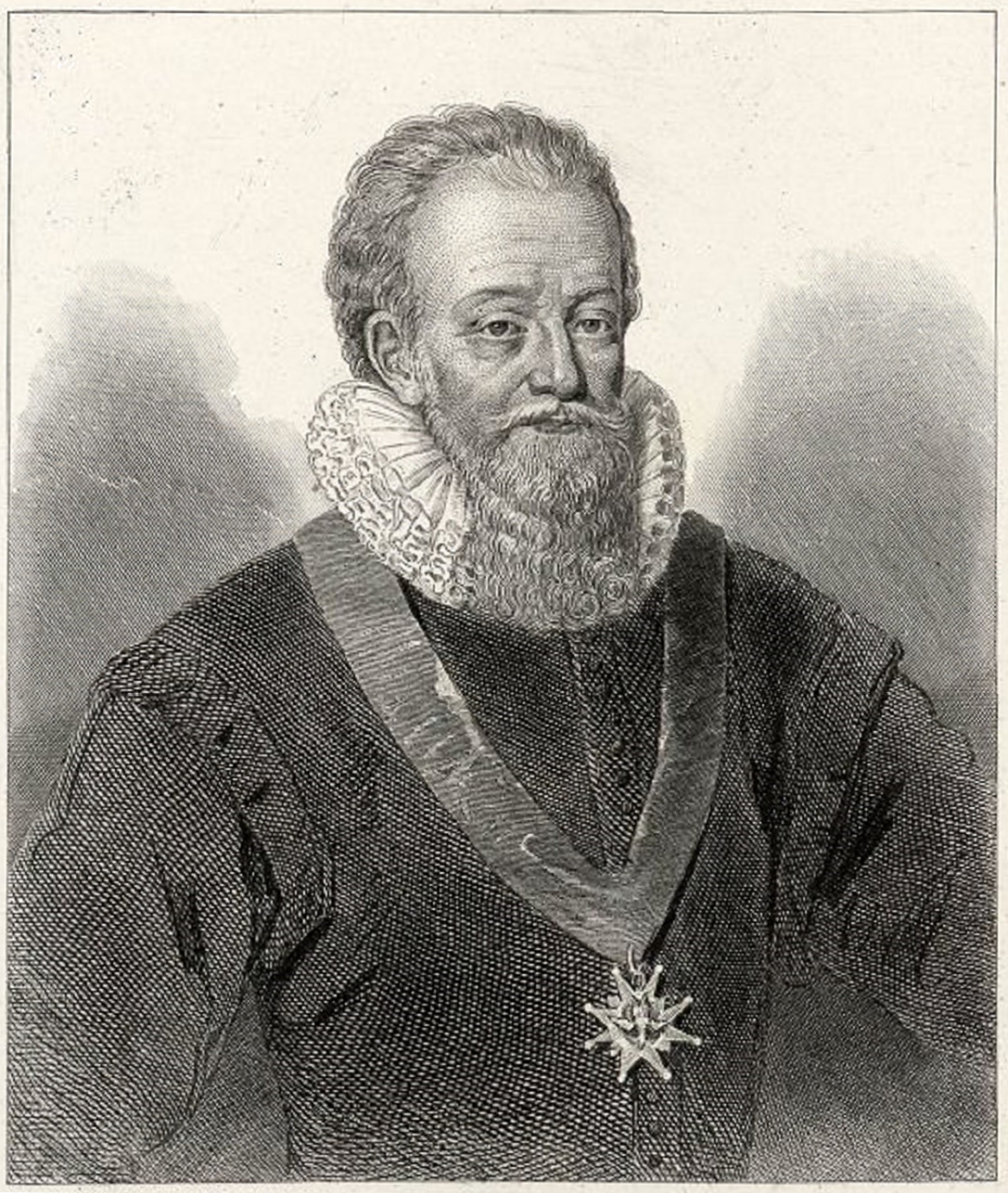
Portrait de Charles de Montmorency, Amiral de France, duc de Damville, d'après Massard.

- Mathieu IV de Montmorency, seigneur, baron de Montmorency, grand chambellan de France, amiral.
- Charles de Montmorency-Damville, (1537-1612), duc de Damville, amiral de France, pair de France.   La chute Montmorency, la plus haute chute d'eau au Québec, a été nommée par l'explorateur Samuel Champlain en son honneur.
- Raymond Duchamp-Villon (1876-1918), sculpteur.
- Jacques Villon (Gaston Duchamp) (1875-1963), peintre, dessinateur et graveur.
- Maurice Arnoult (1897-1959), coureur cycliste né à Damville.
- Dominique Aubier, écrivain, (1922-2014) résidente à Damville de 1992 à 2014.
- Jean-Claude Hartemann (1929-1993), chef d'orchestre et directeur de l'Opéra comique de Paris, qui était né à Vezet (Haute-Saône) mais a toujours gardé son domicile à Damville.
- Michel Cluizel, chocolatier.
- André Couteaux, écrivain, (1925 - 1985), résida durant 10 ans sur la commune[14]
- Gérard Morel, né en 1965, écrivain et magistrat, natif de Damville[15]
- Christian Eurgal, peintre, chevalier de la Légion d'honneur, chevalier des Arts et des Lettres.

## Culture
Les films suivants ont été partiellement tournés à Damville : The French Love (1972), de José Bénazéraf et Les Jumelles (1975), de Jean Desvilles.

## Jumelages
- Kiefersfelden, Haute-Bavière, Arrondissement de Rosenheim (depuis le 20 juin 1971)
- Long Buckby, Northamptonshire, district de Daventry (depuis le 12 septembre 2003)[17]